# يان بوتشر (لاعب كريكت)
يان بوتشر (1 يوليو 1962 في المملكة المتحدة - ) (بالإنجليزية: Ian Butcher)‏ هو لاعب كريكت بريطاني. شارك مع منتخب إنجلترا للكريكت.

## وصلات خارجية
- يان بوتشر على موقع إي آس بي آن كريك إنفو (الإنجليزية)